# Joe Frans
Apaa Essilfie Kojo Joe Frans, född 9 september 1963 i Ghana, är en svensk politiker (socialdemokrat). Han var ordinarie riksdagsledamot 2002–2006, invald för Stockholms kommuns valkrets.

## Biografi
Joe Frans är född i Ghana och kom till Sverige 1980 som utbytesstudent.[källa behövs]
Han var under 1995–1996 tillsammans med Mikael Alonzo, Dogge Doggelito, Alexandra Pascalidou och Joakim Wohlfeil en av förgrundsfigurerna i kampanjen Ungdom Mot Rasism / Alla Olika Alla Lika.[källa behövs]
Frans var ordinarie riksdagsledamot 2002–2006. I riksdagen var han ledamot i EU-nämnden och justitieutskottet 2002–2006. Han var suppleant i utbildningsutskottet och sammansatta justitie- och socialutskottet. Frans kandiderade även i riksdagsvalet 2006 och blev ersättare, men var inte tjänstgörande ersättare under mandatperioden.
2004 grundade han Martin Luther King-priset och han var fram till 2010 ordförande för Forum Syd. Idag sitter han i förbundsstyrelsen för Socialdemokrater för tro och solidaritet.